# Kōji Yakusho
Kōji Hashimoto (橋本 広司 Hashimoto Kōji?,  Isahaya, 1 de enero de 1956), más conocido profesionalmente como Kōji Yakusho (役所 広司 Yakusho Kōji?), es un actor japonés.

## Biografía
Yakusho nació en Isahaya, Prefectura de Nagasaki, siendo el menor de cinco hermanos. Tras graduarse en la Escuela de Secundaria de Tecnología de Nagasaki en 1974, comenzó a trabajar en la oficina del municipio de Chiyoda, o kuyakusho, de la que más tarde sacaría su nombre artístico. Dos años después asistiría a una producción de Máximo Gorki, Los bajos fondos, la cual le inspiró para adentrarse en el mundo de la interpretación.

## Carrera
Su primer papel llegaría en la primavera de 1978 en una audición de Tatsuya Nakadai, donde sería uno de los cuatro elegidos de 800 solicitantes. A la par conocería a la que sería su futura mujer, Saeko Kawatsu, con la que se casaría en 1982. Un año después conseguiría el papel de Oda Nobunaga en la serie Tokugawa Ieyasu de la cadena NHK con la que saltaría a la fama.
Tras pasar por diversas series japonesas en las que interpretó a Miyamoto Musashi en la serie homónima (1984-1985), y a Kuji Shin'nosuke en Sanbiki ga Kiru! (1987-1995), interpretaría un papel clave en Tampopo (1985) de Jūzō Itami. En 1988 recibió un premio especial por su trabajo en el cine por parte del Ministro de Educación, Ciencia, Deportes y Cultura de Japón.

### Reconocimiento internacional
Entre 1996 y 1997 tendría sus máximas obras en cuanto a éxito. Interpretó a Takuro Yamashita en La anguila (1997) de Shōhei Imamura, la cual ganó la Palma de Oro a Mejor película en el Festival de Cannes. Yakusho ganaría el premio al Mejor actor en los Premios de la Academia Japonesa, y haría lo propio con los Premios Kinema Junpo. El mismo año también tendría un gran éxito con Shitsurakuen, la cual sería la segunda película más taquillera de Japón.
Con el éxito de Shall We Dance? (1996), los salones de baile japoneses aumentaron su popularidad. La película fue todo un éxito dentro y fuera de Japón. En Estados Unidos logró recaudar cerca de $10 millones y sirvió para la futura adaptación entre Jennifer Lopez y Richard Gere.
Su reconocimiento aumentó con Memorias de una geisha (2005) y Babel (2006) —en esta última actuó junto a Brad Pitt y Cate Blanchett—. Tres años después, en 2009, debutó como director y escritor en Toad's Oil. En 2010 intervendría en las películas de Takashi Miike sobre samuráis 13 asesinos y Hara-Kiri: Death of a Samurai —esta última fue la primera película en 3D presentada en el Festival de Cannes—. 
En la película dramática de guerra de 2011 Rengō Kantai Shirei Chōkan: Yamamoto Isoroku, Yakusho retrató al almirante Isoroku Yamamoto. Yakusho fue el único actor considerado para el papel, y si no lo hubiera aceptado, la película habría sido cancelada.
En la 76.ª edición del Festival de Cannes, Yakusho fue galardonado con el premio al mejor actor por su participación en el rol de protagonista en el largometraje Perfect Days, dirigido por Win Wenders.

## Filmografía
| Año  | Título                                       | Papel                             | Notas               |
| ---- | -------------------------------------------- | --------------------------------- | ------------------- |
| 1979 | Hunter in the Dark                           | Kuwano                            |                     |
| 1979 | The Last Game                                |                                   |                     |
| 1980 | Twelve Months                                | Soldado joven                     | Voz                 |
| 1981 | Willful Murder                               | Periodista                        |                     |
| 1982 | Onimasa                                      | Kondō                             |                     |
| 1982 | Eternal Monument                             | Otaka                             |                     |
| 1982 | The Legend of Sayo                           | Hatsutaro                         |                     |
| 1983 | Tokugawa leyasu                              | Oda Nobunaga                      |                     |
| 1985 | Tampopo                                      | Hombre del traje blanco           |                     |
| 1987 | The Great Department Store Robbery           | Violonchelista                    |                     |
| 1988 | Another Way: D-Kikan Joho                    | Naoto Sekiya                      |                     |
| 1990 | Under Aurora                                 | Genzo Tamiya                      |                     |
| 1993 | Gurenbana                                    | Kenzo Nakada                      |                     |
| 1993 | Drug Connection                              | Ryosuke Kano                      |                     |
| 1994 | Osaka Gokudo Senso: Shinoidare               | Ippei Yoshikawa                   |                     |
| 1995 | Kamikaze Taxi                                | Kantake                           |                     |
| 1996 | Shall We Dance?                              | Shohei Sugiyama                   |                     |
| 1996 | Sleeping Man                                 | Kamimura                          |                     |
| 1996 | Shabu gokudo                                 | Makabe                            |                     |
| 1997 | Lost Paradise                                | Shoichiro Kuki                    |                     |
| 1997 | La anguila                                   | Takuro Yamashita                  |                     |
| 1997 | Bounce Ko Gals                               | Oshima                            |                     |
| 1997 | Cure                                         | Kenichi Takabe                    |                     |
| 1998 | Bonds                                        | Takaaki Ise/Tetsuro Haga          |                     |
| 1998 | Tadon to chikuwa                             | Kida                              |                     |
| 1999 | License to Live                              | Fujimori                          |                     |
| 1999 | Charisma                                     | Goro Yabuike                      |                     |
| 1999 | Spellbound                                   | Hiroshi Kitano                    |                     |
| 2000 | Swing Man                                    |                                   |                     |
| 2000 | Dora-heita                                   | Koheita Mochizuki, aka Dora-heita |                     |
| 2000 | Eureka                                       | Makoto Sawai                      |                     |
| 2000 | Seance                                       | Sato                              |                     |
| 2001 | Pulse                                        | Capitán del barco                 |                     |
| 2001 | Agua tibia bajo un puente rojo               | Yosuke Sasano                     |                     |
| 2002 | The Choice of Hercules                       | Atsuyuki Sassa                    |                     |
| 2003 | Doppelganger                                 | Michio Hayasaki                   |                     |
| 2003 | Fireflies: River of Light                    | Mr. Takiguchi                     |                     |
| 2004 | The Hunter and the Hunted                    | Detective Jin                     |                     |
| 2004 | Tōkyō genpatsu                               | Gobernador de Tokio               |                     |
| 2004 | Lakeside Murder Case                         | Shunsuke Namiki                   |                     |
| 2004 | Universidad de la risa                       | Mutsuo Sakisaka                   |                     |
| 2005 | Lorelei: The Witch of the Pacific Ocean      | Masami Shin'ichi                  |                     |
| 2005 | Memorias de una geisha                       | Nobu                              |                     |
| 2006 | The Uchōten Hotel                            | Heikichi Shindo                   |                     |
| 2006 | Babel                                        | Yasujiro Wataya                   |                     |
| 2006 | Retribution                                  | Noboru Yoshioka                   |                     |
| 2007 | I Just Didn't Do It                          | Masayoshi Arakawa                 |                     |
| 2007 | Argentine Baba                               | Satoru Wakui                      |                     |
| 2007 | Silk                                         | Hara Jubei                        |                     |
| 2007 | Walking My Life                              | Yukihiro Fujiyama                 |                     |
| 2008 | Paco and the Magical Book                    | Onuki                             |                     |
| 2008 | Tokyo Sonata                                 | The Robber                        |                     |
| 2009 | Mt. Tsurugidake                              | Morisaku Furuta                   |                     |
| 2009 | Gelatin Silver Love                          | Cliente                           |                     |
| 2009 | Toad's Oil                                   | Takuro Yazawa                     | Director y escritor |
| 2010 | 13 asesinos                                  | Shinzaemon Shimada                |                     |
| 2010 | The Last Ronin                               | Magozaemon Senoo                  |                     |
| 2011 | Hara-kiri: Muerte de un samurai              | Kageyu Saito                      |                     |
| 2011 | Rengō Kantai Shirei Chōkan: Yamamoto Isoroku | Isoroku Yamamoto                  |                     |
| 2011 | Chronicle of My Mother                       | Kōsaku                            |                     |
| 2011 | The Woodsman and the Rain                    | Katsuhiko                         |                     |
| 2012 | A Terminal Trust                             | Shinzo Egi                        |                     |
| 2013 | The Kiyosu Conference                        | Shibata Katsuie                   |                     |
| 2014 | The World of Kanako                          | Akikazu Fujishima                 |                     |
| 2014 | A Samurai Chronicle                          | Shūkoku Toda                      |                     |
| 2015 | The Emperor in August                        | Korechika Anami                   |                     |
| 2015 | El niño y la bestia                          | Kumatetsu                         | Voz                 |
| 2017 | Sekigahara                                   | Tokugawa Ieyasu                   |                     |
| 2017 | Oh Lucy!                                     | Komori                            |                     |
| 2017 | The Third Murder                             | Misumi                            |                     |
| 2018 | The Blood of Wolves                          | Shōgo Ōgami                       |                     |
| 2018 | Mirai, mi hermana pequeña                    | Abuelo                            | Voz                 |
| 2019 | Wings Over Everest                           | Jiang Yuesheng                    |                     |
| 2019 | Whistleblower                                |                                   | Cameo               |
| 2021 | Under the Open Sky                           | Masao Mikami                      |                     |
| 2021 | The Supporting Actors: The Movie             | Él mismo                          |                     |
| 2021 | Belle                                        | Padre de Suzu                     | Voz                 |
| 2022 | The Pass: Last Days of the Samurai           | Kawai Tsugunosuke                 |                     |
| 2023 | Perfect Days                                 | Hirayama                          |                     |
| 2023 | Familia                                      | Seiji                             |                     |
| 2023 | Father of the Milky Way Railroad             | Masajirō Miyazawa                 |                     |
| 2023 | Totto-Chan: The Little Girl at the Window    | Sōsaku Kobayashi                  | Voz                 |
| 2024 | Hakkenden: Fiction and Reality               | Takizawa Bakin                    |                     |
| 2025 | Snowflowers: Seeds of Hope                   | Hino Teisai                       |                     |
| 2025 | The Brightest Sun                            |                                   |                     |

## Premios
Premios de la Academia Japonesa
| Año  | Categoría   | Película   | Resultado |
| ---- | ----------- | ---------- | --------- |
| 1997 | Mejor actor | La anguila | Ganador   |

Festival de Cannes
| Año  | Sección         | Categoría   | Película     | Resultado |
| ---- | --------------- | ----------- | ------------ | --------- |
| 2023 | Sección oficial | Mejor actor | Perfect Days | Ganador   |

Premios Sant Jordi
| Año  | Categoría                          | Película     | Resultado |
| ---- | ---------------------------------- | ------------ | --------- |
| 2024 | Mejor actor en película extranjera | Perfect Days | Ganador   |